# Sunflowers Interactive Entertainment Software
Sunflowers Interactive Entertainment Software GmbH was een entertainmentsoftwarebedrijf te Heusenstamm, Duitsland dat computerspellen ontwikkelde en uitbracht. Het bedrijf werd in 1993 opgericht door Adi Boiko en Wilhelm Hamrozi - zij waren respectievelijk president en bestuursvoorzitter van het bedrijf. Het bedrijf werd in 2007 opgekocht door Ubisoft, waarna het bedrijf in het eerste kwartaal van dat jaar werd gesloten.
Het bedrijf bracht in samenwerking met Max Design (tegenwoordig bekend onder de naam Red Monkeys) spellen in de Anno-serie uit, zoals Anno 1602 en Anno 1503. Deze spellen zijn de best verkopende computerspellen in het Duitse taalgebied.
Het bedrijf bracht in 2006 het spel ParaWorld, een 3D real-time strategy-spel voor de pc uit. Het speelt zich af in een prehistorische wereld met dinosaurussen. Ook heeft het in 2006 het derde deel in de Anno-serie, Anno 1701, uitgebracht.

## Spellen
Hieronder volgt een lijst met spellen die Sunflowers heeft ontwikkeld en/of uitgegeven:
- Anno 1503: The New World (samen met Max Design, 2003)
- Anno 1503: Treasures, Monsters and Pirates (samen met Max Design, 2004)
- Anno 1602: By Royal Command (op mobiele telefoon, samen met Charismatix, Keyfactor en Kaasa Solution, 2006)
- Anno 1602: Creation of a New World (samen met Max Design, 1998, 2000)
- Anno 1602: New Islands, New Adventures (samen met Max Design, 1998)
- Anno 1701 (samen met Related Designs, 2006)
- Anno 1701: Dawn of Discovery (samen met Keen Games, 2007)
- Knights of Honor (samen met Black Sea Studios, 2004)
- ParaWorld (samen met Spieleentwicklungskombinat GmbH, 2006)
- TechnoMage: The Return of Eternity (2000, 2001)